# Bildstock (Gundelsdorf, Glosberger Straße)

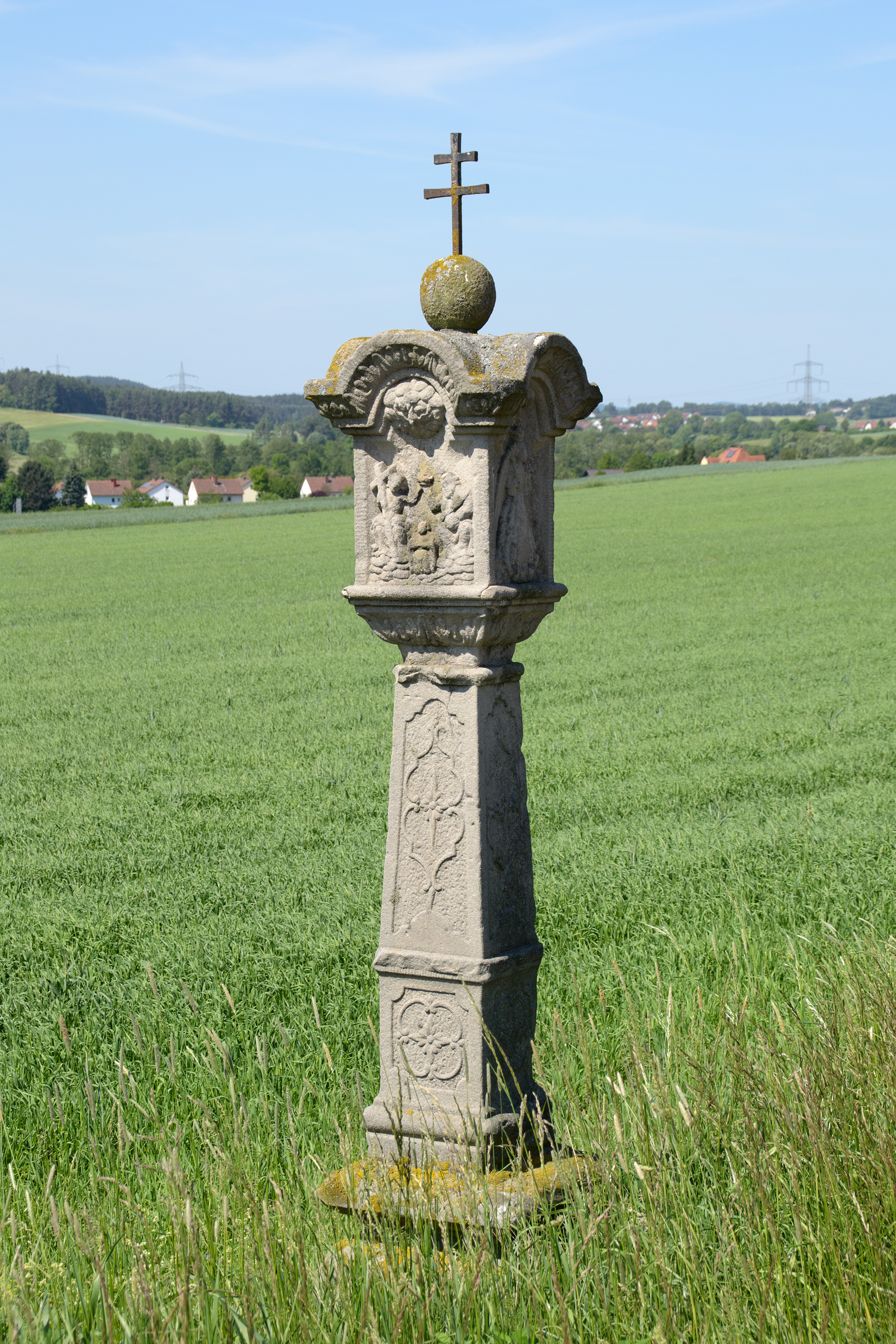
Bildstock an der Glosberger Straße in Gundelsdorf

Der Bildstock an der Verbindungsstraße zwischen den beiden Gemeindeteilen Gundelsdorf und Glosberg der oberfränkischen Stadt Kronach ist ein unter Denkmalschutz stehendes Kleindenkmal, das 1768 errichtet wurde. Als Grund für die Errichtung ist der Tod eines Mannes aus dem westlich von Gundelsdorf gelegenen Weiler Rottelsdorf überliefert, der nach dem Kirchbesuch in Glosberg hier verstorben sein soll.
Der Bildstock aus Sandstein steht auf einem konkav-konvex profilierten, vierseitigen Sockel, an dessen Ostseite die inzwischen verwitterte Inschrift „Zur Ehr Gottes hat Lorentz Geyger … Anno 1767“ eingemeißelt war. Der Sockel trägt einen unterteilten, mit Bandelwerk verzierten Pfeilerschaft, auf dem sich ein vierseitiger Aufsatz mit eingezogenen Rundbogen befindet. Der Aufsatz wird von einer Steinkugel mit einem eisernen Doppelbalkenkreuz bekrönt.
An den vier Seiten des Aufsatzes befinden sich Reliefs mit Darstellungen des Erzengels Michael, des heiligen Laurentius, der Krönung Mariens und der Glosberger Muttergottes. Eine Marienstatue in dem benachbarten Wallfahrtsort soll im Jahr 1727 mehrmals blutige Tränen geweint haben, weshalb dieses Motiv auf zahlreichen Bildstöcken im Frankenwald zu finden ist.
Im Jahr 1977 wurde die Gemeindeverbindungsstraße zwischen den beiden damals noch selbstständigen Gemeinden Gundelsdorf und Glosberg ausgebaut. Bei den vorausgegangenen Planungen wurde jedoch versäumt, den zuständigen Kreisheimatpfleger mit einzubeziehen, sodass sich der Standort des Bildstocks unerwartet inmitten der geplanten Trasse befand. Während die Bauarbeiten für die Straße bereits im Gange waren, wurde der Bildstock unter Zeitdruck in seine Einzelteile zerlegt und in das Atelier des Kronacher Bildhauers Heinrich Schreiber gebracht. Nach einer Renovierung des Denkmals, die durch dessen Demontage notwendig geworden war, wurde die Marter zunächst auf der Oberfranken-Ausstellung 1978 in Kronach ausgestellt und anschließend wieder an ihrem ursprünglichen Standort neben der neu gebauten Straße aufgestellt.